# 루이즈 올브리턴

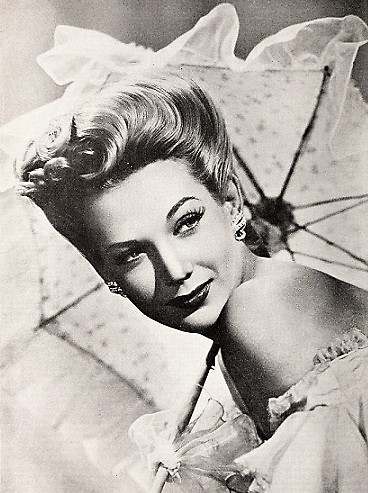

루이즈 올브리턴(Louise Allbritton, 1920년 7월 3일 ~ 1979년 2월 16일)은 미국의 배우, 텔레비전 배우, 영화배우, 연극 배우이다.
오클라호마시티에서 태어났으며 푸에르토바야르타에서 사망하였다.

## 영화
- 스튜디오 원 (1948년)
- 시팅 프리티 (1948년)
- 애그 앤 아이 (1947년)
- 폴로우 더 보이즈 (1944년)
- 드라큐라의 아들 (1943년)